# カイロトゲマウス
カイロトゲマウス（学名: Acomys cahirinus）は、ネズミ科トゲマウス属に属する夜行性の哺乳類である。サハラ砂漠以北のアフリカで、砂漠の岩石地帯に生息する。雑食性で、植物の種子や陸貝、昆虫などを捕食する。家族からなる小さい集団で生息する。皮膚の自切を行なうこと、そしてそれにより失った皮膚を速やかに、かつ完全に復元する高い再生能力を持つことなどからモデル生物として様々な分野における生物学の研究にも用いられている。

## 形態
カイロトゲマウスは成長すると頭胴長95-127 mm程度になり、それと同じくらいの長さの尾をもつ。体色は背側が薄茶色から灰褐色で、腹側はそれよりも白っぽい色になる。トゲ状の剛毛が背に沿って列になって生える。吻は細く尖っている。目は大きく、耳も大きくて少し尖る。尾に毛はない。
トゲマウスの仲間はハツカネズミ（マウス）などの他の齧歯類と比べ強度の低い皮膚をもち、外敵などに体を掴まれたり引っ張られたりすると、その皮膚が容易に剥がれ落ちることで知られる。これは剥がれた皮膚をおとりにして捕食を避ける、自切の一種であると考えられる。本種も同属他種と同様に極めて剥がれやすい皮膚を持つことがわかっている。

## 分布
カイロトゲマウスの原産地は北アフリカで、生息域は西はモーリタニア、モロッコ、アルジェリア、東はスーダン、エチオピア、エリトリア、モロッコまで広がり、もっとも高くて標高1500 mの地点で生息が確認されている。乾いて植生の少ない岩場の環境に生息し、人里近くでもよく見つかる。崖や峡谷の近く、小石まじりの砂原にもよく生息する。完全な砂地ではあまり見られないが、ナツメヤシの近くには出現することがある。

## 生態

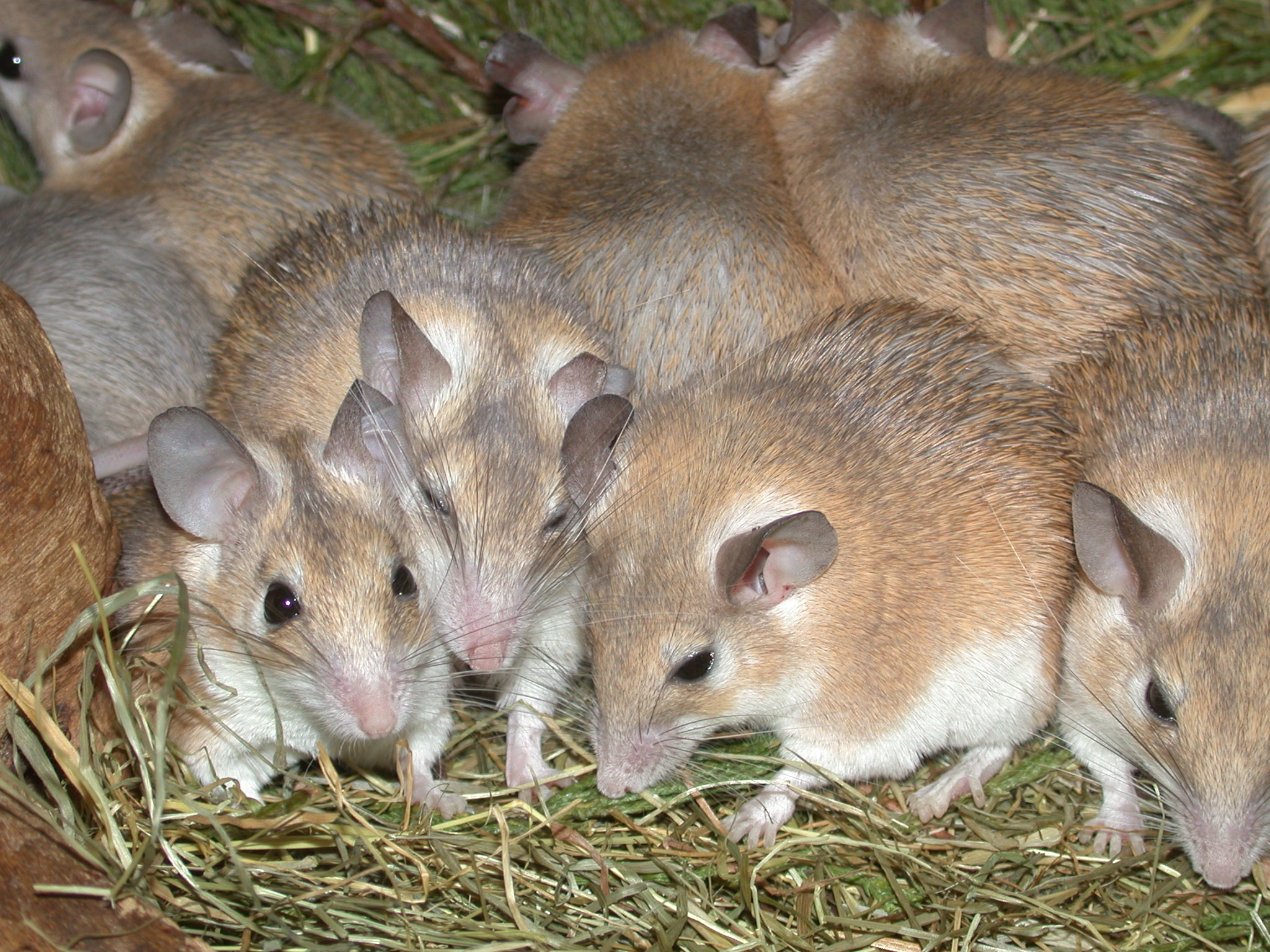
バーミンガム・ネイチャー・センター飼育個体

カイロトゲマウスは一匹のオスをリーダーとする順位制のある小集団を形成して行動する。繁殖はたいてい食糧の豊富な９月から4月の間の雨季に行われる。懐胎期間は5から6ヶ月と小型齧歯類の中では比較的長く、子は胎内で発達が進んだ状態で生まれてくるため、生時から毛が生えそろっていて目も開いており、歩くことができる。集団内の成体は協力して子育てをし、メスは自分の子に限らず集団内の子ならいずれにも授乳を行う。メスは子を出産した後すぐに妊娠することができる。一回の出産で普通3から4匹、最大で5匹の子が生まれる。子は生後2ヶ月から3ヶ月で性成熟に達する。
本種は地面に掘った穴の中や、岩の裂け目に住み、主に地表性の生活を送るが、低い植物の茂みによじ登ることもある。本種は夜行性で雑食性である。食性は種子、果実、葉、昆虫、クモ、軟体動物（陸貝）、腐肉など様々なものが含まれる。人里近くに生息するときは穀物や貯蔵食品などを食することもある。寒い気候を嫌い、冬には人家に侵入することもある。
本種が食す植物の例としてモクセイソウ科のOchradenus baccatusが挙げられる。この植物は、果実は美味であるものの、種子は不味であることが知られている。カイロトゲマウスはこの植物の果実を食すものの、種は唾とともに吐き出すことで、種子散布に貢献していることが報告されている。
本種の腸に寄生する寄生虫として鉤頭動物のMoniliformis acomysiが報告されている。

## 保全状態
カイロトゲマウスは広い生息域を持ち、多様な環境に生息する。個体群サイズは大きく安定しているため、国際自然保護連合はレッドリストにおいて本種の保全状態を低危険種（LC）と評価している。

## モデル生物として
カイロトゲマウスは以下で述べるように齧歯類および哺乳類の中でも独特の性質を複数持ち、かつ人に慣れやすいなど飼育も容易であるため、様々な分野の生物学、医学におけるモデル生物として研究対象となっている。
本種は砂漠の乾燥地帯に生息するため、水分の多くを植物を中心とした食物から得ている。一方で、塩分や脂肪分を含む食物への耐性は低く、飼育下でそのような食物を含む餌を与えると、容易に2型糖尿病の兆候を示すようになる。この特性を利用して、本種は1960年代ごろから糖尿病研究のモデル生物として用いられている。
2012年には、トゲマウス類の皮膚がハツカネズミ（マウス）と比べてきわめて剥離脱落しやすいこと、そして、ハツカネズミと比べて皮膚の再生能力が極めて高いことがネイチャー誌に報告された。マウスやヒトなど他の哺乳類の成体では、皮膚に大きな損傷が生じると、その後完全には組織が修復されず、傷跡（瘢痕）が残ってしまう。しかし本種においては筋線維芽細胞が特殊なふるまいを示すことにより、背中の皮膚がほぼ完全に失われた後でも体毛も含めた正常な皮膚組織が速やかに再生する。これにより、先述のような野生下での自切により生じた皮膚の欠落が、速やかに修復されると考えられる。本種は皮膚の剥離後だけにとどまらず、皮膚のやけどや、耳に開けた穴、腎臓や脊髄の損傷の再生においても高い能力を示すことが報告されている。以上のような特徴から、再生医学や発生生物学における新しいモデル生物として本種に注目が集まっている。
2017年には、本種が自発的な脱落膜化（妊娠に向けて子宮内膜の性質が変化すること）と月経を示すことが報告された。本種は９日間の月経周期を示す。本種は月経が確認された初めての齧歯類であり、月経関連疾患研究におけるモデル生物としての利用が期待されている。
本種の以上のような特徴を研究するために、トランスクリプトームなどの遺伝子情報についても解析が進められている。